# All for Love (Band)
All for Love war eine Post-Hardcore-Band aus Buenos Aires, Argentinien.

## Geschichte
All for Love wurde 2008 in Argentiniens Hauptstadt Buenos Aires von den Musikern Jonathan Moreno (E-Gitarre, Gesang), Tito Placenti (E-Bass), Joel Maidana (Schlagzeug), Rodrigo Rabita (Shouts) und Jean Pierre Moreno (Cleangesang) gegründet. Guido de la Vega und Joel Maidana sind nicht mehr in der Band aktiv. Als Schlagzeuger fungiert inzwischen Ezequiel Benitez, als neuer Gitarrist wurde Damian Blanco in die Band integriert.
Die Band stand anfangs bei Avalancha Producciones unter Vertrag. Die Gruppe nahm eine EP auf, die vier Titel enthält. Während der Produktion kamen die Musiker auf den Gedanken, aus der EP ein komplettes Album mit elf Stücken zu machen. Dieses heißt Dejando el Ayer und sollte am 14. Dezember 2012 veröffentlicht werden. Durch einen Defekt der Pressmaschine mussten die Arbeiten an dem Tonträger vorerst unterbrochen werden. Stattdessen hat die Gruppe einzelne Stücke auf ihrem offiziellen Youtube-Kanal hochgeladen und freigeschaltet.
All for Love spielten bereits mit Valor Interior, Coralies, Mi Ultima Solucion, DENY und En Nuestros Corazones. Am 4. Dezember 2012 war die Gruppe Opener für We Came as Romans und August Burns Red, die in diesem Zeitraum durch Südamerika tourten und an diesem Tag in Palermo, einem Stadtteil von Buenos Aires gastierten.
Am 20. Juni 2013 gab die Gruppe über ihr Facebook-Profil bekannt, bei Pinhead Records unterschrieben zu haben und ihr Album voraussichtlich am 15. Juli 2013 landesweit zu veröffentlichen. Es erschien schließlich am 15. Juli 2013 auf diesem Label. Produziert wurde das Album von Nico Ghiglione und wurde in den PGM Studios aufgenommen. Die Band tourte bis Ende 2014 durch Argentinien um ihr Album zu promoten.
Im Januar 2015 startete die Band mit den Arbeiten an ihrem zweiten Studioalbum. Am 11. August 2015 wurde mit El Final de Tus Palabras die erste Single des Albums, welches Como Un Océano heißt und am 20. September 2015 veröffentlicht wurde, veröffentlicht. Kurz vor der Veröffentlichung des Albums brachte die Band mit Ayudame a Salir ein weiteres Lied mitsamt Musikvideo heraus.
Am 30. September 2017 gaben die Musiker überraschend die Auflösung der Band bekannt. Das letzte Konzert spielt die Gruppe am 25. November 2017.

## Stil
All for Love spielen die klassische Variante des Post-Hardcore. In allen Songs wechseln sich Shouts (in Strophen) und Cleangesang (meist in den Refrains) ab. Dazu verwendet die Gruppe auch Breakdowns. Die Songtexte sind allesamt in der spanischen Sprache verfasst und handeln meist von sozialen Missständen, aber auch um zerbrochene Beziehungen. Verglichen wird die Musik von All for Love mit We Came as Romans, Upon This Dawning und Crown the Empire.

## Diskografie

### Alben
- 2013: Dejando el Ayer (Pinhead Records)
- 2015: Como Un Oceano (Pinhead Records)
- 2024: 生き甲斐 Ikigai (Selbstverlag)

### Singles
- 2012: El Grito de Los Débiles
- 2012: Señales
- 2012: Dejando el Ayer
- 2013: Hoy Somos Mas (feat. Sebastian Vazquez von Mi Ultima Solucion)
- 2015: El Fin de Tus Palabras
- 2017: Dias Negros